# Giải thưởng sách Quốc gia 2018
Giải thưởng sách Quốc gia lần thứ 1 được tổ chức trong năm 2018. Giải thưởng được chia thành 2 hạng mục sách hay và sách đẹp. Có tổng cộng 35 cuốn sách được trao giải, bao gồm:

## Giải A:
Giải A Hạng mục sách hay (3):
- Vi tảo biển dị dưỡng Labyrinthula, Schizochytrium, Thraustochytrium mới ở Việt Nam: Tiềm năng và thách thức, tác giả Đặng Hồng Diễm chủ biên – NXB Khoa học Tự nhiên và Công nghệ xuất bản;
- Chế độ thực dân Pháp trên đất Nam Kỳ (1859-1954) gồm 2 tập, tác giả Nguyễn Đình Tư, NXB Tổng hợp TP Hồ Chí Minh xuất bản;
- Góp phần nghiên cứu lịch sử văn hóa Việt Nam, tác giả Kiều Thu Hoạch, NXB Thế giới xuất bản.

Giải A Hạng mục Sách đẹp (3):
- Những khám phá khảo cổ học dưới lòng đất Nhà Quốc hội của NXB Khoa học Xã hội;
- Di sản Sài Gòn – TP Hồ Chí Minh của NXB Tổng hợp TP Hồ Chí Minh;
- Atlas tổng hợp vùng Tây Nguyên của NXB Tài Nguyên Môi trường và Bản đồ Việt Nam.

## Giải B
Giải B Hạng mục sách hay (9):
- Đất và người Nam Bộ của Ngạc Xuân Xa Văn Thỉnh – NXB Trẻ
- Ở R chuyện kể sau 50 năm của tác giả Lê Văn Thảo – NXB Văn hóa dân tộc
- Những khúc hát thương nhau của nhóm tác giả Đỗ Xuân Thảo, Phan Thị Hồ Điệp – NXB Lao Động.
- Từ Điển Song Ngữ Hán Việt chỉ nam ngọc âm giải nghĩa của tác giả Hoàng Thị Ngọ khảo cứu, phiên âm, chú giải – NXB Văn Học
- Hà Nội nửa đầu thế kỷ XX (02 tập) của tác giả Nguyễn Văn Uẩn – NXB Hà Nội
- Atlas giải phẫu gan (Atlas of Liver anatomy) của tác giả GS.TS. Trịnh Hồng Sơn -  NXB Giáo Dục Việt Nam
- Một số vấn đề lý luận – thực tiễn về định hướng xã hội chủ nghĩa trong phát triển kinh tế thị trường ở Việt Nam qua 30 năm đổi mới của PGS.TS. Nguyễn Viết Thông, Ts. Đinh Quang Ty, TS. Lê Minh Nghĩa (đồng chủ biên) – NXB Chính trị Quốc gia Sự thật
- Hiến pháp nước Cộng hòa xã hội chủ nghĩa Việt Nam năm 2013 và thành tựu lập pháp trong nhiệm kỳ Quốc hội khóa XIII của Ủy ban Thường vụ Quốc hội – Viện Nghiên cứu Lập pháp – NXB Chính trị Quốc gia Sự thật
- Bộ Từ điển Việt – Lào và Từ điển Lào – Việt của GS.TS. Phạm Đức Dương, TS. Oneko NUAN NAN VONG (đồng chủ biên) – NXB Giáo dục Việt Nam

Giải B Hạng mục sách đẹp (5):
- Bảo vật Hoàng cung Triều Nguyễn của Bảo tàng Lịch sử quốc gia, Trung tâm Bảo tồn Di tích Cố đô Huế (chủ biên: TS. Nguyễn Văn Cường, TS. Phan Thanh Hải) – NXB Văn Hóa dân tộc
- Tranh tượng chân dung Lê Ngọc Bích của tác giả Trần Khánh Chương – NXB Mỹ Thuật
- Trí thức Việt Nam trong tiến trình lịch sử dân tộc của GS.TS. Nguyễn Văn Khánh – NXB Chính trị Quốc gia Sự thật
- Sài Gòn – Chợ Lớn ký ức đô thị và con người của Tác giả Nguyễn Đức Hiệp – NXB Văn hóa – Văn nghệ Thành phố Hồ Chí Minh
- Viet Nam Tradition and Change (Việt Nam truyền thống và thay đổi) của tác giả Hữu Ngọc – NXB Thế Giới

## Giải C
Giải C Hạng mục sách đẹp (5):
- Họa sĩ Nguyễn Thụ – Tranh lụa và ký họa trong sưu tập của Yoong Voon Sin của tác giả Đặng Thị Bích Ngân (chủ biên) – NXB Mỹ Thuật
- Bách khoa thư địa chất (2 tập) của tác giả Chủ biên: Tống Duy Thanh, Mai Trọng Nhuận, Trần Nghi – NXB Đại học Quốc gia Hà Nội
- Tục ngữ, ca dao dân ca Việt Nam (2 tập) của tác giả Vũ Ngọc Phan – NXB Kim Đồng
- Đá hát, Âm thanh cầu thang gỗ, Bên cạnh rong rêu (3 tập) của tác giả Tạ Mỹ Dương – NXB Trẻ
- Bộ sách Chư Tử mưu lược tung hoành (10 tập) của nhiều tác giả – NXB Thanh Hóa

Giải C Hạng mục sách hay (10):
- Chim ưng và chàng đan sọt của tác giả Bùi Việt Sỹ – Hội Nhà Văn
- Thống kê công nghiệp hiện đại với ứng dụng viết trên R, MINITAB và JMB của Ron S. Kenett, Shelemyahu Zacks. Người dịch: Nguyễn Văn Minh Mẫn – NXB Bách Khoa Hà Nội
- Viet Nam Tradition and Change của tác giả Hữu Ngọc – NXB Thế Giới
- Bộ sách Bác Hồ và những bài học về đạo đức, lối sống dành cho học sinh (11 cuốn) của Bộ Giáo dục và Đào tạo, TS. Nguyễn Văn Tùng (chủ biên) – NXB Giáo dục Việt Nam
- Những trò chơi dân gian phổ thông và vui nhộn dành cho thiếu nhi – Biên soạn: Mai Hùng Tâm. Vẽ: Đỗ Biên Thùy – NXB Trẻ
- Hà Nội "Gặp gỡ với nụ cười" của tác giả Hà Minh Đức – NXB Công An Nhân Dân
- Bộ sách Bi Bi và Mặt Đen (05 cuốn) của tác giả Phạm Việt Long – NXB Dân Trí
- Hiện đại hóa làng nghề theo chiến lược tăng trưởng xanh Trường hợp vùng đồng bằng sông Hồng của Tác giả PGS.TS. Nguyễn Xuân Dũng (chủ biên) – NXB Khoa học xã hội
- Bách khoa thư địa chất (2 tập) của tác giả Tống Duy Thanh, Mai Trọng Nhuận, Trần Nghi – NXB Đại học Quốc gia Hà Nội
- Gửi bé bống ở xứ sở niểm vui của tác giả Ngô Thị Phú Bình, NXB Kim Đồng